# Hello
Hello（ハロー、英: /həˈləʊ/、米: /hɛˈloʊ/、イギリス英語: hullo、hallo）は、英語式の挨拶表現の一種である。

## 意味・使用

### 意味
Helloは、「間投詞」としては「やあ」「こんにちは」「おはよう」「こんばんは」などと挨拶をしたり、電話に「もしもし」と応対したり、注意を引くために「おーい」などと声をかけたり、様子が変な相手に対して「おいおい」などと声をかけたり、驚きを表現したり、相手が注意を払っていなかったり愚かなことを言ったりしたことを表現したりするときに使用される言葉である。「名詞」としては「『こんにちは』という挨拶」を意味する言葉として使用され、「動詞」としては「『こんにちは』と言う」などの意味を持つ。名詞として使用するときの複数形は「hellos」である。

### 使用
デイヴィッド・セインは、ネイティブの英語話者の間では「Hello」と「Hi」のどちらがカジュアルでどちらがフォーマルかなどの使い分けがないものの、「Hello」と声をかけられたら「Hi」と返し、「Hi」と声をかけられたら「Hello」と返すのがネイティブの間では普通だとしている。

## 語源と歴史
「Hello」の語源は、中世の頃から挨拶などに使用され、ウィリアム・シェイクスピアにも使用された語「hail」にまで遡る。「hail」は元々「health」から派生した他の言葉（例: 「hale」「health」「whole」など）とも関連があり、後に「hollo」「hallo」「halloa」「holler」などの派生語が生まれた。14世紀後半から使用されている英単語「hallo」は、「hello」という英単語へと繋がっていった。「hallo」は、聞き手に一度立ち止まってもらい、彼/彼女が何をしているのか思慮を巡らせてもらうことを目的に使用され始めた言葉で、語源としては「hollo」「hallo」「holá」などが候補に挙げられている。オックスフォード英語辞典（OED）では、「持ってくること」や「渡し守への挨拶」などを意味する「halon」や「holon」などの言葉から古高ドイツ語の「hala」や「hola」に派生したと考えている。
1826年10月26日、アメリカの新聞「Norwich Courier」の中で初めて「Hello」が使用された記録が残っている。ただ、一般的には英単語としての「Hello」の歴史は、刊行物の中では1827年刊行の『オックスフォード英語辞典』に「hello」が掲載されたことが始まりだと考えられている。1833年にはアメリカの書籍『The Sketches and Eccentricities of Col. David Crockett, of West Tennessee』での使用例がある。「Hello」という言葉が使用され始めた1830年代、「Hello」は驚きを表したり、相手の注意を引くために使用されていた。その後、アメリカ合衆国における西部開拓時代の最中である1848年には西部開拓民によって使用された。「Hello」という表現は、遠くにいる人を呼ぶための言葉として19世紀頃に使用され始めた言葉であるため、第1音節の代わりに第2音節を強調するという英語表現では一般的ではない特徴がある。1850年代には、少なくとも挨拶としての使用例が確認されている。
19世紀半ば、「Halloo」という言葉とも密接にかかわっているとされている「Hullo」という言葉の使用が増えた。「Hullo」は、1850年にチャールズ・ディケンズが初めて使用し、1857年にはトマス・ヒューズによって『トム・ブラウンの学校生活』の中でも使われた。1877年7月18日にトーマス・エジソンが初めて蓄音機を発明した時に、彼が初めて蓄音機に向けて発した言葉は「Halloo」であったとされている。

1868年2月9日、マーク・トウェインは記事の中で「Hello」という言葉を用いたとされている。1876年に電話を開発したアレクサンダー・グラハム・ベルが航海用語の「Ahoy!」を使用したことを機に、電話の普及とともにオペレーターや相手の注意を引くための言葉として「Hello」という言葉が1880年代に普及した。「Ahoy!」は「Hello」よりも100年以上も昔から使用されている言葉で、ドイツ語の「hoi」に語源を持つ。しかし、アレクサンダー・グラハム・ベルがガールフレンドのMargaret Helloに使用したという説はあるものの、Margaret Hello自体は存在しない女性であるため、実際に「Hello」という言葉を広めたのは、電話に出た相手に対して「hello」と言うことを促した人物であり、グラハム・ベルのライバルでもあったトーマス・エジソンだとされている。トーマス・エジソンは1877年8月15日、Central District and Printing Telegraph Company of Pittsburghの代表を務めるT.B.A. Davidに対して、
Friend David, I do not think we shall need a call bell as Hello! can be heard 10 to 20 feet away. What you think? Edison - P.S. first cost of sender & receiver to manufacture is only $7.00.
（意訳: 我が親友 デイヴィッド、私は「Hello!」が10フィートから20フィート離れても聞こえるため、呼び出しベルは必要ないと思う。あなたはどう思いますか？エジソン - P.S. 送信機と受信機の製造費用はたったの7.00ドルです。）
と述べたことが確認されている。これは、現在確認されているショートメッセージの中で初めて「Hello」が使われた例とされている。なお、「hello」が大衆に広く使用されるようになったのには、初期の電話帳に「hello」を公認の挨拶とする表記があったからだという説もある。例えば、コネチカット州ニューヘブンで1878年に刊行された初の電話帳『the District Telephone Company』では、はっきりと「hulloa」という挨拶で会話を始めることを推奨している。1880年9月にはオハイオ州デイトンでGeorge L. Phillipsは、演説の中で
I haven't any speech to make to you. We are all in the telephone business. I can make a short speech to you which would express a great deal. The shortest speech that I could make to you and that would express a great deal to you, probably would be the one that is on all of your badges - 'Hello!'
（意訳: 私は、皆さんに対して行うようなスピーチは持ち合わせていない。私たちは皆、電話事業に携わっている。私は、皆さんにとって大きな意味を持つ短いスピーチを行うことができる。私が皆さんに対して行うことができる最も短いスピーチにして、皆さんに取って大いなるものを表現できるものは、おそらくは皆さんのバッジにも書かれている「Hello!」である。）
と述べている。1882年には著作権で保護されたアメリカの書物の中で初めて「Hello」という言葉を使用した文献が発表され、1884年には楽譜の中でも使用されるようになり、1901年には「Hello, Central, Give Me Heaven」という言葉が登場した。また、1889年には電話局で働くオペレーターは「hello-girls」と呼ばれるなどして、次第に「Hello」という言葉が日常生活に浸透していった。COHAによれば、19世紀後半にはGood Morningよりも頻繁に使用されるようになったという。
1920年代にH.W. Fowlerは、「halloo」「hallo」「halloa」「halloo」「hello」「hillo」「hilloa」「holla」「holler」「hollo」「holloa」「hollow」「hullo」などの言葉を挙げ、「（表現の）形の多様性には困惑させられる...」などとしている。尚、類似表現の「Hi!」は元々は馬の背中に乗っている人が遠くの人に挨拶するときに使用されていた単語だが、現在では「Hello」のよりカジュアルな表現として使用されている。
1973年には、同年10月に発生したイスラエルとアラブ諸国との武力衝突を背景に、武力ではなく対話が大事だと考えたMichael McCormackとBrian McCormackによって、7つの言語を用いて各国の指導者と政府官僚に対して同年11月21日に第1回「世界ハロー・デー」（英語: World Hello Day）を開催することが呼びかけられ、2017年には第45回「世界ハロー・デー」が開催された。